# Marc Daniels
Pour les articles homonymes, voir Daniels.
Marc Daniels est un réalisateur, acteur, producteur et scénariste américain né le 27 janvier 1912 en Pennsylvanie (États-Unis), décédé le 23 avril 1989 à Santa Monica (Californie).

## Filmographie
- 1949 : The Goldbergs (en) (série TV)
- 1952 : The Ford Television Theatre (en) (série TV)
- 1952 : Mr. & Mrs. North (série TV)
- 1953 : The Backbone of America (en) (TV)
- 1959 : A Month in the Country (TV)
- 1960 : Insight (série TV)
- 1960 : Mrs. Miniver (en) (TV)
- 1961 : The Heiress (TV) basé sur la pièce de Ruth and Augustus Goetz.
- 1961 : The Light that Failed (TV)
- 1961 : Jane Eyre (TV)
- 1961 : Le Jeune Docteur Kildare (Dr. Kildare) (série TV)
- 1961 : The Power and the Glory (en) (TV)
- 1963 : The Lieutenant (en) (série TV)
- 1963 : L'Homme à la Rolls (Burke's Law) (série TV)
- 1965-1967 : Gunsmoke (série TV)
- 1965 : Sur la piste du crime (The F.B.I.) (série TV)
- 1966 : Star Trek (série TV)
- 1967 : Heroic Mission (série TV)
- 1968 : Opération vol (It Takes a Thief) (série TV)
- 1968 : Les Règles du jeu (The Name of the Game) (série TV)
- 1968 : Doris comédie (The Doris Day Show) (série TV)
- 1968 : Hawaï police d'État (Hawaii Five-O) (série TV)
- 1969 : Docteur Marcus Welby (Marcus Welby, M.D.) (série TV)
- 1969 : Love, American Style (série TV)
- 1970 : Squeeze a Flower
- 1970 : NET Playhouse (en) (série TV)
- 1970 : Paris 7000 (en) (série TV)
- 1970 : Prudence and the Chief (TV)
- 1971 : Cannon (Cannon) (série TV)
- 1972 : Search (série TV)
- 1972 : Jigsaw (en) (série TV)
- 1972 : Kung Fu (Kung Fu) (série TV)
- 1973 : Here We Go Again (en) (série TV)
- 1973 : Barnaby Jones (série TV)
- 1974 : Apple's Way (en) (série TV)
- 1974 : Planète Terre (TV)
- 1976 : Gibbsville (en) (série TV)
- 1977 : The Andros Targets (en) (série TV)
- 1977 : Emily, Emily (TV)
- 1977 : Huit, ça suffit ! (Eight Is Enough) (série TV)
- 1977 : The Fitzpatricks (en) (série TV)
- 1977 : James at 15 (en) (série TV)
- 1977 : Lucy Calls the President (TV)
- 1978 : The Gift of the Magi (TV)
- 1978 : Husbands, Wives & Lovers (en) (série TV)
- 1978 : Vegas (Vega$) (série TV)
- 1978 : Fame (TV)
- 1979 : Co-ed Fever (série TV)
- 1979 : Doctors' Private Lives (en) (feuilleton TV)
- 1981 : Private Benjamin (en) (série TV)
- 1983 : All the Money in the World (TV)
- 1984 : Special People (TV)
- 1984 : He's Fired, She's Hired (TV)
- 1984 : Harry Fox, le vieux renard (en) (Crazy Like a Fox) (série TV)
- 1986 : Vengeance, l'histoire de Tony Cimo (Vengeance: The Story of Tony Cimo) (TV)
- 1986 : Le Magicien (The Wizard) (série TV)
- 1986 : Life with Lucy (en) (série TV)
- 1989 : The Magic Boy's Easter (vidéo)